# بتی (ترانه تیلور سوئیفت)
«بتی» (به انگلیسی: Betty) تک‌آهنگی از خواننده-ترانه‌سرای آمریکایی تیلور سوئیفت از هشتمین آلبوم استودیویی‌اش، فولکلور (۲۰۲۰) است. ترانه توسط سوئیفت و ویلیام بوری نوشته شده‌است و توسط جک آنتونوف و آرون دسنر تهیه‌کنندگی شده‌است. ترانه در ۱۷ اوت ۲۰۲۰ توسط ریپابلیک رکوردز به عنوان سومین تک‌آهنگ آلبوم منتشر شد. بتی چهاردهمین آهنگ این آلبوم، توسط سویفت و ویلیام بری نوشته شده‌است و توسط سوئیفت، آرون دسنر و جک آنتونوف تولید شده‌است. البته در فیلم فولکلور: جلسه‌های استودیوی لانگ پاند مشخص می‌شود که ویلیام بوری درواقع جو آلوین، بازیگر سینما و شریک زندگی تیلور سوئیفت است. "بتی" یک ترانه کانتری و محلی راک با یک هارمونیک درهم تنیده‌است. به طرز ترسیمی، عذرخواهی جیمز، یکی از شخصیت‌های اصلی که در مثلث عشقی فولکلور شرح داده شده‌است، به تصویر می‌کشد.
پس از انتشار، «بتی» با استقبال گسترده منتقدان موسیقی روبرو شد، آنها از بازگشت سوئیفت به سبک کانتری را به شدت استقبال کردند و از داستان سرایی و تغییر کلیدی آهنگ استقبال کردند. این ترانه به ترتیب در شماره‌های ۶ و ۴۲ در نمودارهای بیلبورد هات کانتری و بیلبورد هات ۱۰۰ قرار گرفت و به بیست و دومین رده برتر او در لیست قبلی تبدیل شد.